# Pieter Menten
Pieter Nicolaas Menten znany również jako Johann Peter Menten oraz Peter Nicolaus Menten (ur. 26 maja 1899 w Amsterdamie lub Rotterdamie, zm. 14 listopada 1987 w Loosdrecht w Holandii) – holenderski przedsiębiorca i kolekcjoner dzieł sztuki, zbrodniarz wojenny, jako sprawca morderstw na Polakach i Żydach i zaboru ich mienia dokonanych w lecie 1941 na inteligencji polskiej. Był szóstym na liście najbogatszych Holendrów, majątek swój zgromadził dzięki grabieży wojennej, głównie z terenu Polski.

## Lata w Polsce
W wyniku afery upadłościowej mającej miejsce w Gdańsku był poszukiwany przez policję, w 1923 schronił się wraz z żoną we Lwowie. Wówczas zakupił od księżnej Marii Lubomirskiej obszar 8 tys. akrów terenów leśnych. Nabył także cukrownię, fabrykę zapałek, rafinerię ropy naftowej. W 1924 został aresztowany. Po zwolnieniu osiadł we Lwowie i trudnił się handlem, także kupując obrazy, szczególnie obracając się w kręgu handlarzy antykami. W okresie międzywojennym był znany w Holandii jako największy importer drewna z Europy Wschodniej
Od 1937 miał obywatelstwo polskie. Kupił w Polsce majątek ziemski zlokalizowany we wsi Sopot koło Stryja, w wyniku procesu sądowego w 1938 uzyskał majątek Podhorodce. Był uczestnikiem wielu procesów sądowych, przejmując grunty i nieruchomości, w tym także należące niegdyś do księżnej Lubomirskiej. Długotrwałe procesy i afery odbijały się szerokim echem we lwowskiej prasie.
Mimo że wyrobił sobie renomę cwaniaka i oszusta, posiadał we Lwowie szerokie kontakty wśród ważnych osób w mieście. Bardzo dobrze był obeznany ze zbiorami sztuki wielu lwowskich kolekcjonerów, w tym hr. Włodzimierza Dzieduszyckiego, bywał w domach zamordowanych później prof. Tadeusza Ostrowskiego, prof. Jana Greka czy premiera Kazimierza Bartla. Zdobyte w czasie tych wizyt rozeznanie stanu posiadania majętnych profesorów pozwoliło mu na późniejsze zainicjowanie morderstw i przejęcie cennych przedmiotów stanowiących ich własność. Podawał się za konsula holenderskiego, mimo że faktycznie konsulem był jego brat Dirk Menten. W krótkim czasie opanował język polski i ukraiński, polskie służby specjalne podejrzewały go o szpiegostwo, za co został aresztowany latem 1939.

## Członek SS. Rabunek dzieł sztuki

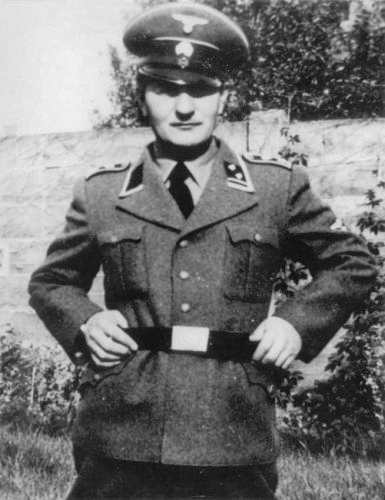
Menten w mundurze SS-Totenkopfverbände, 1941

We wrześniu 1939 brał czynny udział w zbrodni na kilkudziesięciu polskich żołnierzach we wsi Urycz, którzy byli rozstrzeliwani i żywcem paleni w stodole. Po kampanii wrześniowej zamieszkał w swoim majątku koło Stryja, a po agresji ZSRR na Polskę został aresztowany przez Sowietów pod zarzutem szpiegostwa na rzecz Niemców, jednak wskutek interwencji Żyda Samuela Schiffa został zwolniony. Następnie przebywał we Lwowie, a w grudniu trafił do Krakowa, po czym powrócił na krótko do Holandii. Po powrocie w 1940 podjął z własnej inicjatywy współpracę z nazistami, oferując im swoje usługi. W Krakowie zamieszkał przy ul. Grottgera 12. Był właścicielem łuszczarni ryżu „Oryza” w Krakowie-Bieżanowie, handlował dziełami sztuki oraz sprawował funkcję treuhandera (powiernika), komisarycznego zarządcy antykwariatów pożydowskich w Krakowie. W lecie 1941, podczas zajęcia przez Niemców Lwowa, był tłumaczem w Einsatzkommando dowodzonego przez Schöngartha. Według relacji świadków działał wówczas w mundurze SS-Hauptscharführera i był odpowiedzialny za przejmowanie dzieł sztuki. W 1941 powrócił z oddziałami hitlerowskimi na tereny, w których był aktywny przed wojną i dokonywał zbrodni na ludności polskiej i żydowskiej w Uryczu i Podhorodcach na południe od Borysławia. W czerwcu 1941 będąc w stopniu Hauptsturmführera SS pojawił się wraz z oddziałami niemieckimi we Lwowie. Był inspiratorem i współodpowiedzialnym za rabunek dzieł sztuki z mieszkań zamordowanych profesorów lwowskich (w tym osobiście przejął majątek w mieszkaniu prof. Tadeusza Ostrowskiego) oraz wywóz z Polski (Generalnego Gubernatorstwa) w 1943 do Holandii trzech (lub czterech) wagonów dzieł sztuki. Osobiście dokonał zemsty na krewnych Izaka Pistinera, przedwojennego właściciela terenów leśnych, z którym przed wojną prowadził interesy i przegrał z nim sprawę sądową w 1935 (Pistiner został zamordowany uprzednio przez Niemców, zaś Menten sukcesywnie mścił się, mordując jego bliskich, np. 6 lipca 1941 w Podhorodcach, we Lwowie).
Zrabowane podczas okupacji we Lwowie dzieła wysyłał też do Krakowa i sprzedawał na terenie okupowanej Polski. Wobec zbliżającego się frontu wschodniego w 1943 wysłał zrabowane dzieła w trzech wagonach towarowych i skierował do Holandii. Władze hitlerowskie podejrzewały go i współpracujących z nim esesmanów o sprzedaż dzieł na własną rękę („plądrowanie i rabunek we Lwowie”), w latach 1942–1943 prowadzone było śledztwo, które jednak zapewne za sprawą protekcji wysoko postawionego Eberharda Schöngartha nie przyniosło rezultatów. Po powieszeniu w 1946 Schöngartha przez Brytyjczyków, wdzięczny Menten utrzymywał jego córkę.

## Działalność powojenna i procesy
Po wyzwoleniu Holandii przez siły alianckie Menten został internowany w grupie ok. 150 tys. kolaborantów, jednak wskutek interwencji księcia Bernharda (znał go z 1937, gdy ten wraz z księżną Julianą przebywał w Krynicy) odzyskał wolność. 16 maja 1945 został aresztowany przez władze holenderskie, ale niemal natychmiast wypuszczony ponownie na wolność z powodu braku wystarczających dowodów winy. Po wykonaniu wyroku śmierci na Schöngarcie został jedynym właścicielem zagrabionej kolekcji. W 1948 został skazany na karę trzech lat pozbawienia wolności, a w 1949 kara została zmniejszona do 8 miesięcy. Jeszcze przed wydaniem wyroku prokurator otrzymał list od Haviva Canaana (bratanek Pistinera, przed wojną przyjaźnił się z Mentenem, wspólnie polowali, wędkowali, jako syjonista w 1935 wyemigrował do Palestyny, w 1944 dowiedział się o zamordowaniu przez Mentena swoich rodziców i brata we Lwowie, był redaktorem pisma „Haaretz”), który opisał zbrodnie dokonane przez Mentena, a także relacje innych Żydów potwierdzające mordy Holendra. 12 października 1950 Polska wystąpiła o ekstradycję Mentena, ale nie zgodziły się na nią władze holenderskie (minister spraw zagranicznych uznał sprawę za załatwioną). Milczały one również, gdy wskazywano na protokoły z mordu Żydów lwowskich, w co Menten także był zamieszany. W 1952 został przez holenderski sąd skazany za kolaborację z Niemcami, stało się to krótko po tym, jak zdołał wyłudzić w zachodnich Niemczech odszkodowanie 600 000 marek za mienie rzekomo utracone w wyniku działań holenderskiego ruchu oporu, w czasie gdy dopuszczał się przestępstw wojennych na terenie Polski. Z tego tytułu otrzymał także odszkodowanie od rządu Holandii.
Po wojnie Menten działał w biznesie, był też znanym kolekcjonerem sztuki. Zamieszkiwał z drugą żoną w pałacu w Blaricum, posiadał także posiadłość w Irlandii. Prowadził luksusowe życie. Jego 40-pokojowa posiadłość pełna była dzieł malarzy takich jak np. Nicolaes Maes, Francisco Goya, Jan Sluijters. 22 maja 1976 w wydaniu dziennika „De Telegraaf” ogłoszono planowaną licytację 425 obrazów z kolekcji Mentena, sklasyfikowanego na szóstym miejscu wśród najbogatszych ludzi w Holandii.
Bezczynność władz holenderskich została przerwana dopiero w 1976, gdy telewizja publiczna wyemitowała film dokumentalny, w którym świadkowie obciążali go jednoznacznie odpowiedzialnością. Sprawę opisał w tym samym roku dziennikarz Hans Knoop w tygodnikach „Accent” i „Stern”, który osobiście udał się do Ukraińskiej SRR i uczestniczył w ekshumacji ciał 1800 ofiar, pogrzebanych w ogrodzie Pistinera w Podhorodcach. Wówczas ostrzeżony o zagrożeniu aresztowaniem Menten przeniósł się do Szwajcarii, lecz po wydaniu nakazu aresztowania, został zatrzymany w tamtejszym hotelu, po czym wydany przez władze szwajcarskie do Holandii.
Zostały postawione mu zarzuty, a w 1977 rozpoczął się proces zakończony uniewinnieniem od zarzutu mordu Żydów i Polaków w Uryczu, ale skazaniem na 15 lat więzienia za udział w mordzie 20-30 Żydów w Podhorodcach 7 lipca 1941. W wyniku ekshumacji komisja trybunału w Amsterdamie stwierdziła, że mordowane były nawet niemowlęta. Po wydaniu wyroku Menten oświadczył, że kupił raport, wyliczający Holendrów, piastujących wysokie stanowiska, będących kolaborantami na rzecz III Rzeszy, oraz że w 1952 holenderski minister sprawiedliwości Leendert Antonie Donker obiecał mu nietykalność w zamian za utrzymanie raportu w tajemnicy. Ostatecznie pierwotny wyrok skazujący, wydany przez sąd w Amsterdamie, został anulowany, a Menten zwolniony.
W maju 1978 holenderski Sąd Najwyższy zniósł wyrok i przekazał sprawą do ponownego rozpatrzenia. W listopadzie 1978 Sąd Specjalny w Hadze wydał orzeczenie o zakazie ścigania P. Mentena, po czym prokuratura wniosła w tej sprawie apelację.
Akt oskarżenia nie zawierał wzmianki o udziale w mordzie polskich profesorów ze Lwowa, mimo zeznań świadków, którzy twierdzili że widzieli Mentena obserwującego z samochodu mieszkania profesorów Greka i Ostrowskiego w wieczór poprzedzający nocny mord. Ich mieszkania zostały ogołocone przez Gestapo pod osobistym nadzorem Mentena, a on sam zamieszkał w mieszkaniu prof. Ostrowskiego już nazajutrz. Oprócz kosztowności posiadanych przez rodzinę profesora były tam zdeponowane zbiory z kolekcji książąt Jabłonowskich i hrabiostwa Badenich. W mieszkaniu prof. Greka były m.in. dzieła Matejki, Wyspiańskiego i Witkiewicza. Kierował też akcją opróżniania mieszkania prof. Dobrzanieckiego.
W styczniu 1981 Menten został skazany przez holenderski sąd na karę 10 lat pozbawienia wolności. Odbył karę tylko w wymiarze 8 lat pozbawienia wolności i w 1985 został zwolniony za dobre sprawowanie, dwa lata później zmarł w domu opieki w Holandii. Menten, mając świadomość zagrożenia procesem, przepisał swój ogromny majątek na żonę, z którą się natychmiast rozwiódł. Fortuna zgromadzona przez Mentena za życia (w tym niespieniężone dzieła sztuki) nie została nigdy rewindykowana i zwrócona rodzinom pomordowanych.